# Mellékfolyó

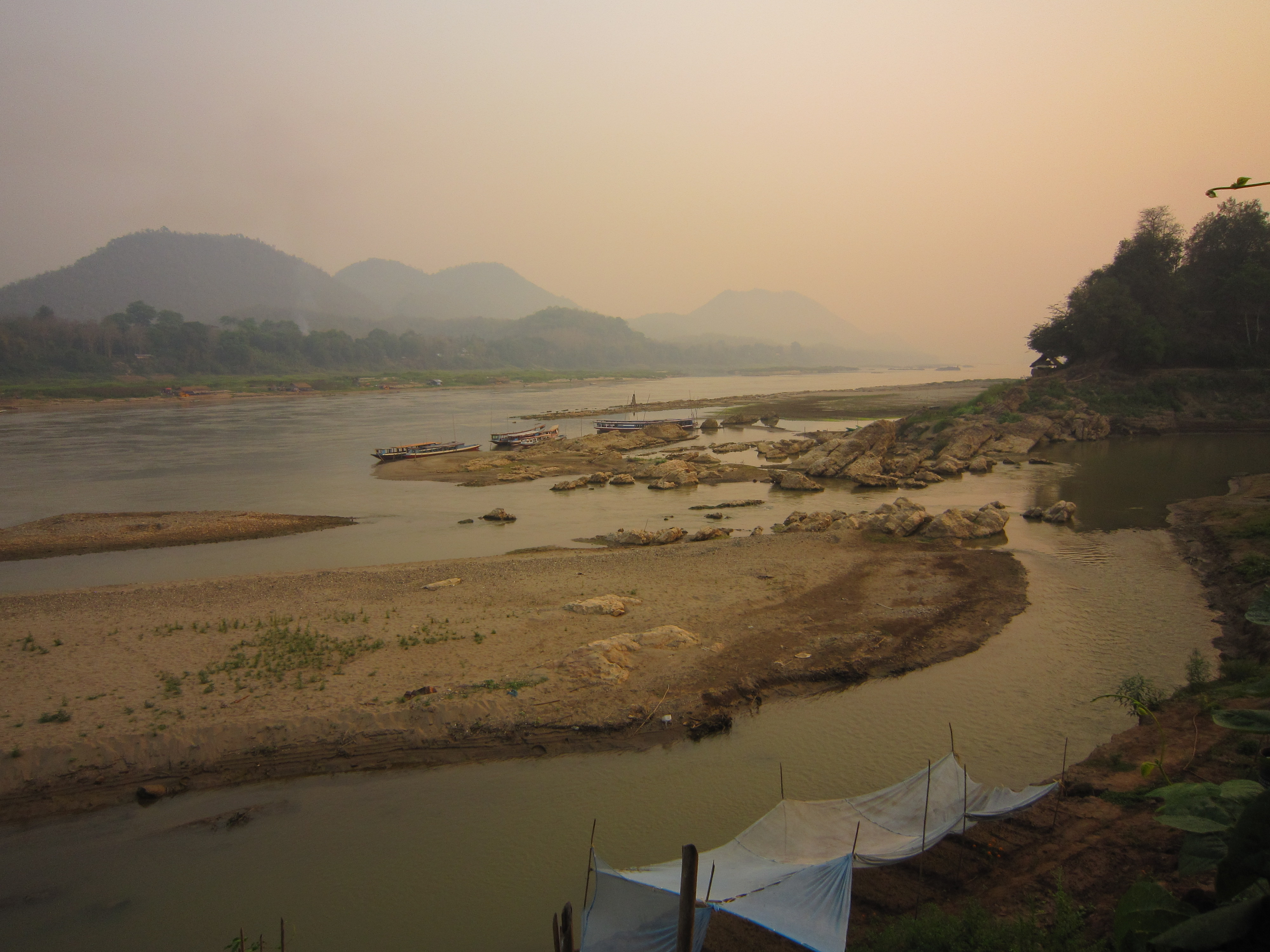
A Nam Khan a Mekongba torkollik Luangprabangnál Laoszban

A mellékfolyó olyan vízfolyás, mely egy másik, rendszerint nagyobb vízfolyásba torkollik. A mellékfolyók által táplált főfolyók legtöbbször tengerekbe vagy tavakba torkollanak, ritkább esetekben elapadnak vagy kiszáradnak.
A mellékfolyók és a főfolyók vezetik el a csapadékot és a talajvizet a vízgyűjtő területükről. A Föld leghosszabb mellékfolyója az Ob folyóba torkolló Irtis 4248 km-es hosszával Szibériában. A vízhozamot tekintve a dél-amerikai Madeira folyó számít legnagyobbnak, melynek vízhozama az Amazonas elérésekor 31 200 m3/s.

## Fordítás
- Ez a szócikk részben vagy egészben  a   Tributary című angol Wikipédia-szócikk ezen változatának fordításán alapul.  Az eredeti cikk szerkesztőit annak laptörténete sorolja fel. Ez a jelzés csupán a megfogalmazás eredetét és a szerzői jogokat jelzi, nem szolgál a cikkben szereplő információk forrásmegjelöléseként.
- Ez a szócikk részben vagy egészben  a   Nebenfluss című német Wikipédia-szócikk ezen változatának fordításán alapul.  Az eredeti cikk szerkesztőit annak laptörténete sorolja fel. Ez a jelzés csupán a megfogalmazás eredetét és a szerzői jogokat jelzi, nem szolgál a cikkben szereplő információk forrásmegjelöléseként.